# 松原梨恵
松原 梨恵（まつばら りえ、1993年10月21日 - ）は、岐阜県岐阜市出身の新体操選手。ロンドンオリンピック（2012）代表（新体操団体）。国士舘大学卒業、ALFA新体操クラブ、東海東京証券所属。

## 人物
- 好きな種具は「ボール」
- 好きな言葉は「継続は力なり」
- 好きな食べ物は「焼肉」
- 性格は「いたずらっこ」
- チャームポイントは「フサフサな睫毛(まつげ)、手」
- 得意技は「反りジャンプターン、垂直飛び、高く飛ぶこと」
- 好きな芸能人は関ジャニ∞の村上信五。

## 経歴
3歳から新体操を始めた。2009年12月フェアリージャパンオーディションに合格、新体操日本ナショナル選抜団体チーム入り。2010年～2011年世界新体操選手権代表（団体）、2012年ロンドンオリンピック代表（新体操団体）。2015年世界新体操選手権リボン団体で日本代表としては40年ぶりとなる銅メダルを獲得。2016年リオデジャネイロオリンピックに出場。
JOCの仲介による就職支援ナビゲーションシステム「アスナビ」で2017年4月1日付で東海東京証券に入社した。

## 主な試合結果
- 2008年 第39回全国中学校新体操選手権大会個人総合2位
- 2008年 第17回全日本新体操クラブ選手権大会ジュニア個人総合3位
- 2008年 第26回全日本ジュニア新体操選手権大会個人総合8位

### 新体操日本ナショナル選抜団体チームとして
- 2010年 サンクトペテルブルク新体操国際 団体総合3位 種目別決勝フープ3位 リボンロープ3位
- 2010年 イタリア新体操国際 団体総合10位 種目別決勝リボンロープ4位
- 2010年 世界新体操選手権モスクワ大会 団体総合6位 種目別決勝 リボンロープ6位
- 2011年 モスクワグランプリ新体操国際 団体総合3位 種目別決勝ボール3位
- 2011年 Ｗ杯ウズベキスタン国際 団体総合優勝 種目別決勝ボール優勝 リボンフープ優勝
- 2011年 世界新体操選手権フランス大会 団体総合5位 種目別決勝ボール5位 リボンフープ7位
- 2012年 Ｗ杯ロシア新体操国際 団体総合2位 種目別決勝ボール2位 リボンフープ2位
- 2021年11月 現役引退 [2]

## エピソード
- 練習施設に村上信五とスポーツの神様たち(フジテレビジョン)の取材が来た際、村上信五本人が登場。村上ファンの松原は号泣し、山﨑浩子コーチから「握手してもらったら？」と勧められ、握手をした。
- SNS活動はあまりしておらず、チームメイトのSNSに写真で登場する事が多い